# Burie
Burie – miejscowość i gmina we Francji, w regionie Nowa Akwitania, w departamencie Charente-Maritime.
Według danych na rok 1990 gminę zamieszkiwało 1209 osób, a gęstość zaludnienia wynosiła 132 osób/km² (wśród 1467 gmin regionu Poitou-Charentes Burie plasuje się na 239. miejscu pod względem liczby ludności, natomiast pod względem powierzchni na miejscu 876.).